# Wipers
Wipers (МФА: [ˈwaɪpərz]) — американская панк-рок-группа, созданная Грегом Сэйджом в 1977 году в Портленде, штат Орегон, одни из самых первых представителей жанра в США. В огромной степени повлияла на развитие американской альтернативной рок-музыки, в особенности, на гранж («в истории северо-западного (американского) рока Wipers — это недостающее звено между The Sonics и Nirvana»). В своих Дневниках, опубликованных в 2002 году, Курт Кобейн включил первые три альбома Wipers в свой личный топ 50 лучших альбомов. В начале 90-х годов группа Кобейна Nirvana перепела две песни с первого альбома Wipers — Return Of The Rat и D-7. Эти кавер-версии можно найти на бокс-сете Nirvana — With The Lights Out (2004).
С самого начала Сэйдж создавал группу в качестве студийного проекта, а не как «рок-группу» в полном смысле этого слова — его сверхзадачей было выпустить 15 альбомов за 10 лет, полностью исключив традиционные гастроли и фотосессии. Первоначальный состав Wipers был: Грег Сэйдж — гитара/вокал, Дуг Коупал — бас-гитара, Сэм Генри — ударные.

## Первые три альбома (1979—1983)

### Is This Real? (1980)
Группа записала первый альбом Is This Real? практически «вживую» на четырёхдорожечный магнитофон на своей репетиционной точке. Лейбл Park Avenue Records согласился выпустить пластинку, но только с условием, что Wipers запишут всё заново в профессиональной студии. Альбом был перезаписан на 16-дорожечный магнитофон. Результатом стала довольно высококачественная запись, которая, однако, не совсем вмещалась в категории панк-рока того времени. В своём позднем интервью Сэйдж замечал: «Мы не были настоящей панк-группой… Мы не хотели, чтобы нас как-то классифицировали… Когда мы выпустили Is This Real?, он совершенно не подходил ни под какие стандарты панка, ни одна из наших записей не подходила. Теперь же девять, десять лет спустя люди говорят: „Да, это панк-классика 80-х“».
В Is This Real? присутствует тот характерный стиль и звучание, которое будет отличать Wipers на протяжении всей её карьеры: «грязная», перегруженная гитара (через 10 лет такой саунд станет фирменным для гранжа); мелодии — не агрессивные, как у «обычных» панков, а полные тревоги, разочарования, апатии и отчаяния; тексты Сэйджа, не политизированные и «призывающие к действиям», а рассказывающие о социальной изоляции, смущении, фрустрации и непонимании (ещё одна «фишка» гранжа); и его великолепная игра на гитаре (позже Сэйджа даже стали называть «Джими Хендриксом от панк-рока»).

### Youth Of America (1981)
К 1981 году Сэм Генри покинул группу и присоединился к портлендской команде Napalm Beach (не путать с Napalm Death). Дуг Коупал принял участие в студийных сессиях для пары новых песен, но через несколько недель он покинул группу, так как его семья переехала в Огайо. К Wipers присоединился Брэд Дэйвидсон (бас-гитара) и Брэд Нэйш (ударные). В таком составе и была завершена запись второго альбома Wipers — Youth Of America. Будучи неудовлетворённым опытом, полученным в профессиональной студии, Сэйдж решил записать и смикшировать весь материал сам, не прибегая к помощи профессиональных звукорежиссёров и продюсеров. Альбом получился коротким (всего полчаса), с замечательными гитарными пассажами Сэйджа — как, например, в тревожной «When It’s Over» или 10-минутной «Youth Of America» (при том что тогдашние панки стремились писать очень короткие песни — иногда по полминуты).

### Over The Edge (1983)
Альбом Over The Edge был записан в конце 1982 года в арендованном Сэйджом доме в юго-западной части Портленда на 8-дорожечный магнитофон (поэтому с «профессиональной» точки зрения альбом звучит «сырее», чем первые два, записанные на 16-дорожечный магнитофон) и был издан в 1983 году лейблом Restless.
К середине 80-х гг. у Wipers уже была обширная фан-база в Европе (на своих европейских гастролях они собирали площадки по несколько тысяч человек), тогда как на родине они оставались практически неизвестными (хотя песни «Romeo» и «Over The Edge» некоторое время проигрывали в эфире портлендских городских радиостанций и колледж-радио). Записи Wipers издавались в Европе пиратским способом, без уведомления группы (Сэйдж отмечал, что никто из группы не получил и цента за альбом Is This Real?).

## Вторая половина 80-х гг
В 1985 году Брэд Нэйш покинул группу, и его место занял Стив Плоуф. В том же году Грег Сэйдж выпустил свой первый сольный альбом Straight Ahead, а Wipers — свой первый «живой» альбом (Wipers). Четвёртый студийный альбом группы — Land Of The Lost вышел в 1986 году, за ним последовали депрессивный Follow Blind (1987) и The Circle (1989).
В 1988 году к группе присоединился 18-летний барабанщик Трейвис МакНабб. Проработав с Wipers некоторое время, в основном, в качестве концертного музыканта, он покинул её и далее стал работать с Better Than Ezra, Шоном Маллинзом, Хоуи Деем и группой Beggars, члены которой в конце 90-х создали известную альтернативную команду Black Rebel Motorcycle Club.
В 1989 году Сэйдж, заявив, что карьера Wipers прекращается, переехал в Феникс, штат Аризона, чтобы быть ближе к своей матери. Стив Плоуф также переехал в Аризону, а Дэйвидсон женился, перебрался в Лондон и там иногда играл вместе с известной нойз-поп-группой The Jesus & Mary Chain. В Фениксе Сэйдж создал звукозаписывающую студию и основал лейбл Zeno Records. В 1991 году он записал и издал свою вторую сольную пластинку Sacrifice (For Love).

## 1990-е гг.: Известность
Между тем, с 1991 года альтернативный рок попал в мейнстрим. Многие альтер-рокеры в своих интервью стали высказывать восхищение Сэйджом и Wipers (такие команды, как Melvins, Dinosaur Jr. и Mudhoney называли Wipers в числе групп, повлиявших на их творчество). Среди них был и Курт Кобейн со своей «Нирваной», записавшей кавер-версии двух песен Wipers. Кобейн говорил о Wipers: «[Они] выпустили, может быть, четыре или пять альбомов. Первые два были абсолютной классикой и повлияли на Melvins и на другие панк-группы. Они были одной из групп, чьи приёмы я пытался копировать. Их песни были отличными. Грег Сэйдж был довольно романтичным, спокойным парнем, почти визионером. Что я ещё могу о них сказать? Они начали сиэтлский гранж-рок в Портленде, в 1977 году». Он упрашивал Сэйджа поехать с ним в турне и выступать в качестве разогревающего артиста, но Сэйдж отказался по неизвестной причине.
В 1993 году появился альбом-трибьют Eight Songs For Greg Sage & The Wipers (позже вышел в расширенном варианте с шестью дополнительными треками под названием Fourteen Songs For Greg Sage & The Wipers), на котором песни Wipers перепели исполнители альтернативного рока — в числе их были такие артисты, как Nirvana, Hole, лидер Sonic Youth Торстон Мур и группа Cell, Poison Idea, Nation Of Ulysses и др. В том же году Сэйдж под вывеской Wipers выпустил трогательный и безысходный альбом Silver Sail, за которым последовали более «традиционные» для группы ажитированные The Herd (1996) и Power In One (1999).
Последний концерт Wipers состоялся в 1997 году в Портленде.
«Официально» группа перестала существовать в 2001 году. В этом году Сэйдж выпустил на своём лейбле Zeno Records бокс-сет Wipers из трёх дисков, содержащий первые три альбома группы плюс мини-альбом Alien Boy (1980) и бонус-треки, а в 2002 издал свой третий сольник — Electric Medicine.

## Участники
- Грег Сэйдж — гитара, вокал, музыка, тексты
- Дэйв Коупал — бас-гитара (1977—1981)
- Сэм Генри — ударные (1977—1981)
- Брэд Дэйвидсон — бас-гитара (1981—1987)
- Брэд Нейш — ударные (1981—1985)
- Стив Плоуф — ударные (1985—2001)
- Трейвис МакНабб — ударные

## Дискография

### Студийные альбомы
| Обложка | Дата релиза     | Название         | Лейбл                                                                         |
|         | 1980            | Is This Real?    | Park Avenue Records Trap Psycho (переизд. 1984) Sub Pop (переизд. 1993)       |
|         | 1981            | Youth Of America | Park Avenue Records Restless Psycho (переизд. 1984) Back Bone (переизд. 1999) |
|         | 1983            | Over The Edge    | Braineater Trap Restless (переизд. 1993)                                      |
|         | 1986            | Land Of The Lost |                                                                               |
|         | 1987            | Follow Blind     | Restless Dead Line (переизд. 1992) Gift Of Life (переизд. 1995)               |
|         | 1988            | The Circle       |                                                                               |
|         | 16 ноября 1993  | Silver Sail      | Tim/Kerr                                                                      |
|         | 20 февраля 1996 | The Herd         | Tim/Kerr                                                                      |
|         | 22 октября 1999 | Power In One     |                                                                               |
|         | 2001            | Wipers Box Set   |                                                                               |

### Синглы и бутлеги
- «Better Off Dead» (1978)
- «Romeo» (1981)
- Wipers Rarities (1990)
- «Never Win» (1993)
- «Silver Sail» (1993)
- «The Herd» (1996)
- «Insane» (1996)

### Компиляции
- Best Of The Wipers And Greg Sage (1991)

### Концерты
- Wipers (1985)